# 伊丹市立神津小学校
伊丹市立神津小学校（いたみしりつ かみつしょうがっこう）は、兵庫県伊丹市森本1丁目に所在する公立小学校。

## 沿革
- 1875年（明治8年）3月 - 第3大学区兵庫県23中学区河辺郡第35番小学区大塚小学校として開校。
- 1878年（明治11年）7月 - 川東小学校と改称。
- 1887年（明治20年）4月 - 川東簡易小学校と改称（高等科第1・2学年併設）。
- 1891年（明治24年）3月 - 神津尋常小学校と改称（義務教育年限延長）。
- 1907年（明治40年）4月 - 神津尋常高等小学校と改称（高等科第1・2学年併設）。
- 1908年（明治41年）4月 - 神津尋常小学校と改称（義務教育年限延長）。
- 1926年（大正15年）
  - 4月 - 神津尋常高等小学校と改称（高等科第1・2学年共収容）。
  - 5月 - 校舎改築落成。
- 1941年（昭和16年）
  - 4月 - 国民学校令により、神津国民学校と改称。
  - 11月 - 新校舎落成。
- 1947年（昭和22年）
  - 3月 - 神津村が伊丹市に合併されたため、伊丹市立神津国民学校と改称。
  - 4月1日 - 小学校令施行（学制改革）により、伊丹市立神津小学校と改称。
  - 11月 - 神津小学校育成会結成
- 1948年（昭和23年）4月 - 神津幼稚園を併設。
- 1952年（昭和27年）8月 - 改築校舎8教室落成。
- 1957年（昭和32年）3月 - 給食調理室落成。
- 1963年（昭和38年）
  - 7月 - プール落成。
  - 10月 - 講堂落成。
- 1964年（昭和39年）
  - 4月 - 旧校舎解体。
  - 12月 - 本館校舎落成（公害補償による防音校舎）。
- 1965年（昭和40年）10月 - 神津小学校同窓会結成式挙行。
- 1969年（昭和44年）2月 - 西館6教室竣工。
- 1972年（昭和47年）3月 - 神津幼稚園が独立し、新園舎竣工移転。
- 1975年（昭和50年）2月 - 創立100周年記念式典挙行。
- 1976年（昭和51年）
  - 4月 - 知的障害児学級開設。
  - 5月 - 南館3教室増築、非常階段竣工。
- 1978年（昭和53年）1月 - 神津小学校PTA設立30周年記念式挙行。
- 1979年（昭和54年）
  - 8月 - 校舎新築移転し、新校舎において2学期開始。
  - 11月 - 校歌記念碑完成、新築移転記念式挙行。
- 1980年（昭和55年）7月 - プール完成。
- 1989年（平成元年）3月 - 日本庭園完成。
- 1995年（平成7年）1月17日 - 5時46分頃、阪神・淡路大震災発生。臨時休校の措置を採り、相談室が避難所となる。
- 1996年（平成8年）8月 - 管理等及び特別教室、冷暖房機設置竣工。
- 2001年（平成13年）11月 - 第2図書室、コンピュータールーム開設。
- 2003年（平成15年）4月 - 弱視学級開設。
- 2005年（平成17年）
  - 2月 - 創立130周年記念式典挙行。
  - 8月 - 大規模改造工事（1期）教室棟。
- 2007年（平成19年）8月 - 大規模改造工事（2期）管理棟。
- 2012年（平成24年）4月 - プール改築竣工。
- 2014年（平成26年）11月 - 創立140周年記念式典挙行。
- 2017年（平成29年）
  - 3月 - 芝生化植栽セレモニー。
  - 7月 - 校庭芝生化完成。

### この節の出典
- 学校沿革（学校ホームページ内）

## 通学区域
- 伊丹字下市場、岩屋、小阪田、口酒井、桑津、西桑津、東桑津、中村、森本[1]

※卒業後は基本的に伊丹市立北中学校に進学する。

## アクセス
- 伊丹市営バス20系統・22系統・23系統で、「神津交流センター前」バス停下車。
  - 阪急伊丹線伊丹駅・JR福知山線伊丹駅から、上述の路線バス利用。
- 伊丹空港から、
  - 車で、約4.5km・約8分。
  - 伊丹市営バス25系統で「神津（こども文化科学館）」バス停下車後、上述の20系統・22系統・23系統に乗り換え、「神津交流センター前」バス停下車。

## 著名な卒業生
- 花村想太（歌手、Da-iCEのボーカル、ダンサー）